# Port Shepstone
Port Shepstone este un oraș din provincia Kwazulu-Natal, Africa de Sud.